# Dennis Leyckes
Dennis Leyckes (* 20. April 1982 in Krefeld) ist ein ehemaliger deutscher Zehnkämpfer.

## Leben
2000 siegte er bei den Juniorenweltmeisterschaften im Zehnkampf mit einem Meisterschaftsrekord von 7897. 2004 gewann er das Mehrkampf-Meeting Ratingen und nahm an den Olympischen Sommerspielen in Athen teil. Seine persönliche Bestpunktzahl liegt bei 8310 Punkten, die er im Juni 2006 in Ratingen erreichte. Im selben Jahr nahm er an den Europameisterschaften in Göteborg teil. Bei den Halleneuropameisterschaften 2007 in Birmingham wurde er Vierter.
Leyckes startete für LAV Bayer Uerdingen/Dormagen (1998–2007, Stammverein SC Bayer 05 Uerdingen) und Erfurter LAC (2008–2009). Sein Vater Dieter Leyckes gewann 1979 die Silbermedaille der europäischen Jugendmeisterschaften im Zehnkampf. Dennis Leyckes heiratete 2008 die ehemalige deutsche Leichtathletin Ulrike Urbansky.